# Land of Hope and Dreams
Land of Hope and Dreams è una canzone del 1999 scritta da Bruce Springsteen ed eseguita da Springsteen e dalla E Street Band. Oltre ad essere stata suonata molto spesso dal vivo, e pubblicata su diversi album dal vivo, una registrazione in studio è stata pubblicata per la prima volta sull'album Wrecking Ball nel 2012.
La canzone è stata scritta prima del Bruce Springsteen and the E Street Band Reunion Tour del 1999–2000 ed è apparsa nell'album Live in New York City dello stesso tour.
È stata pubblicata come singolo nel 2018, in una versione live acustica estratta dall'album Springsteen on Broadway.